# Zsolt Németh (piłkarz wodny)
Zsolt Németh (ur. 15 kwietnia 1970 w Budapeszcie) – węgierski piłkarz wodny.
Reprezentował Węgry podczas igrzysk olimpijskich (Atlanta 1996). Wziął udział w 8 spotkaniach, strzelając 7 bramek, a Węgrzy zajęli 4. miejsce w turnieju.